# Hoplocryptus notatus
Hoplocryptus notatus là một loài tò vò trong họ Ichneumonidae.